# ŠNK Sloga Potok
ŠNK Sloga je nogometni klub iz Potoka, općina Popovača. 
Trenutačno se natječe u 3. ŽNL SMŽ - NS Kutina.